# Etossido di sodio
L'etossido di sodio è un alcossido ottenuto facendo reagire il sodio metallico con etanolo. È un solido bianco, sebbene i campioni impuri appaiano gialli o marroni. Si dissolve in solventi polari come l'etanolo. È comunemente usato come base forte.

## Preparazione
Sono state individuate poche procedure che utilizzano il solido anidro. Il materiale viene infatti tipicamente preparato in una soluzione con etanolo. È disponibile in commercio e come soluzione in etanolo. Si prepara facilmente in laboratorio trattando il sodio metallico con etanolo assoluto:
{\displaystyle {\ce {2 C2H5OH + 2 Na -> 2 C2H5ONa + H2}}}
Una via alternativa, più economica prevede la reazione dell'idrossido di sodio con etanolo anidro. Questa reazione soffre di una conversione incompleta in alcossido, ma per la maggior parte delle applicazioni, la conversione completa non è importante.

## Reazioni
Campioni solidi di etossido di sodio diventano gradualmente scuri al momento della conservazione in aria secca a causa dell'ossidazione. In aria umida, si idrolizza rapidamente in idrossido di sodio. I campioni tipici di NaOEt sono contaminati da NaOH.
L'etossido di sodio è comunemente usato nella condensazione di Claisen e nella sintesi malonica. L'etossido di sodio può deprotonare la posizione α di una molecola di estere, formando un enolato, oppure la molecola di estere può subire una sostituzione nucleofila chiamata transesterificazione. Se il materiale di partenza è un estere etilico, la transesterificazione è irrilevante poiché il prodotto è identico al materiale di partenza. In pratica, la miscela solvente alcool/alcossido deve corrispondere ai componenti alcossi degli esteri reagenti per ridurre al minimo il numero di diversi prodotti.
Molti alcossidi sono preparati mediante metatesi salina da etossido di sodio.

## Sicurezza
L'etossido di sodio è una base forte ed è quindi corrosivo.